# Procédure d'adhésion de la Bosnie-Herzégovine à l'Union européenne
La Bosnie-Herzégovine a déposé sa candidature d'adhésion à l'Union européenne le 16 février 2016, par la voix de Dragan Čović, président collégial de la Bosnie-Herzégovine. Le 15 décembre 2022, le statut de candidat est reconnu par l'Union européenne.

## Historique
Lors du Conseil européen de Thessalonique (19-21 juin 2003), le statut de candidat potentiel est reconnu à la Bosnie-Herzégovine, ce qui lui permet de déclarer formellement son intention de rejoindre l'Union européenne, ce qu'elle fait le 16 février 2016.
Lors de ce Conseil, les européens se disent « résolus à soutenir pleinement et efficacement la perspective européenne des pays des Balkans occidentaux, qui feront partie intégrante de l'Union européenne dès qu'ils répondront aux critères établis ». Aux critères de Copenhague qui forment un ensemble de conditions pour l'accession des pays candidats, l'UE ajoute des exigences spécifiques à la région sortant d'une série de guerres régionales (de 1991 à 1999) : respect des droits des minorités, retour effectif des réfugiés et restitution de leurs biens, pleine coopération avec le Tribunal pénal international pour l'ex-Yougoslavie (TPIY), etc. Pour la Bosnie-Herzégovine, cela concerne également son administration et sa justice qui doivent devenir plus efficaces et moins corrompues et à rapprocher la fédération de Bosnie-et-Herzégovine et la République serbe. Un accord de stabilisation et d'association a été signé par la Bosnie-Herzégovine le 16 juin 2008 et est entré en vigueur au 1er juin 2015 permettant de rapprocher les deux entités avec un plan de marche pour les relations futures.
Le 9 décembre 2016, la Bosnie-Herzégovine a reçu le questionnaire d'adhésion de la Commission européenne et les réponses au questionnaire ont été soumises en février 2018. Le 20 juin 2018, la Commission européenne a envoyé 655 questions de suivi au questionnaire. Milorad Dodik, président de la présidence de la Bosnie-Herzégovine à l'époque, a remis les réponses aux questions supplémentaires le 5 mars 2019. Un avis sur la candidature de la Bosnie a été publié par la Commission européenne en mai 2019. Vingt-deux questions sur les critères politiques étaient toujours sans réponse lorsque la Bosnie-Herzégovine a soumis sa dernière réponse le 5 mars 2019. Elle reste un pays candidat potentiel jusqu'à ce qu'elle puisse répondre avec succès à toutes les questions du questionnaire de la Commission européenne et « assurer le fonctionnement de la commission parlementaire de stabilisation et d'association et développer un programme national pour l'adoption de l'acquis de l'UE ».
Le 15 décembre 2022, le statut de candidat est reconnu par l'Union européenne. Le 21 mars 2024, les 27 dirigeants de l’UE ont donné leur accord à l’ouverture des négociations d’adhésion à l’Union européenne avec la Bosnie-Herzégovine.

### Chronologie
| Date             | Évènement |
| ---------------- | --- |
| 19-21 juin 2003  | Le Conseil européen accorde le statut de candidat potentiel à la Bosnie-Herzégovine. |
| 16 juin 2008     | La Bosnie-Herzégovine signe un accord de stabilisation et d'association. |
| 16 février 2016  | Le pays dépose sa candidature à l'Union européenne. |
| 15 décembre 2022 | Le Conseil européen reconnait le statut de candidat de la Bosnie-Herzégovine. |
| 12 mars 2024     | La Commission européenne propose l'ouverture des négociations d'adhésion. |
| 21 mars 2024     | Le Conseil européen donne son feu vert à l'ouverture des négociations d'adhésion et demande à la Commission de préparer le cadre des négociations qui sera adopté quand la Bosnie-Herzégovine aura mis en place les réformes nécessaires,. |

## État des négociations

### Acquis communautaire
| Chapitres de l'acquis                                               | Évaluation initiale de la Commission    | Début de l'examen analytique | Fin de l'examen analytique | Ouverture du chapitre | Clôture du chapitre |
| ------------------------------------------------------------------- | --------------------------------------- | ---------------------------- | -------------------------- | --------------------- | ------------------- |
| 1. Libre circulation des biens                                      | Efforts considérables nécessaires       | –                            | –                          | –                     | –                   |
| 2. Libre circulation des travailleurs                               | Efforts plus approfondis nécessaires    | –                            | –                          | –                     | –                   |
| 3. Droit d’établissement et libre prestation de services            | Efforts plus approfondis nécessaires    | –                            | –                          | –                     | –                   |
| 4. Libre circulation des capitaux                                   | Efforts plus approfondis nécessaires    | –                            | –                          | –                     | –                   |
| 5. Marchés publics                                                  | Efforts plus approfondis nécessaires    | –                            | –                          | –                     | –                   |
| 6. Droit des sociétés                                               | Efforts plus approfondis nécessaires    | –                            | –                          | –                     | –                   |
| 7. Droits de propriété intellectuelle                               | Efforts considérables nécessaires       | –                            | –                          | –                     | –                   |
| 8. Politique de la concurrence                                      | Efforts plus approfondis nécessaires    | –                            | –                          | –                     | –                   |
| 9. Services financiers                                              | Efforts plus approfondis nécessaires    | –                            | –                          | –                     | –                   |
| 10. Société de l’information et médias                              | Efforts considérables nécessaires       | –                            | –                          | -                     | –                   |
| 11. Agriculture et développement rural                              | Efforts considérables nécessaires       | –                            | –                          | –                     | –                   |
| 12. Sécurité alimentaire, politique vétérinaire et phytosanitaire   | Efforts considérables nécessaires       | –                            | –                          | –                     | –                   |
| 13. Pêche                                                           | Efforts considérables nécessaires       | –                            | –                          | –                     | –                   |
| 14. Politique des transports                                        | Efforts considérables nécessaires       | –                            | –                          | –                     | –                   |
| 15. Énergie                                                         | Efforts plus approfondis nécessaires    | –                            | –                          | –                     | –                   |
| 16. Fiscalité                                                       | Aucune difficulté majeure attendue      | –                            | –                          | –                     | –                   |
| 17. Politique économique et monétaire                               | Efforts plus approfondis nécessaires    | –                            | –                          | –                     | –                   |
| 18. Statistiques                                                    | Efforts plus approfondis nécessaires    | –                            | –                          | –                     | –                   |
| 19. Politique sociale et emploi                                     | Efforts considérables nécessaires       | –                            | –                          | –                     | –                   |
| 20. Politique d’entreprise et politique industrielle                | Aucune difficulté majeure attendue      | –                            | –                          | –                     | –                   |
| 21. Réseaux transeuropéens                                          | Efforts plus approfondis nécessaires    | –                            | –                          | –                     | –                   |
| 22. Politique régionale et coordination des instruments structurels | Efforts considérables nécessaires       | –                            | –                          | –                     | –                   |
| 23. Appareil judiciaire et droits fondamentaux                      | Efforts considérables nécessaires       | –                            | –                          | –                     | –                   |
| 24. Justice, liberté et sécurité                                    | Efforts considérables nécessaires       | –                            | –                          | –                     | –                   |
| 25. Science et recherche                                            | Aucune difficulté majeure attendue      | –                            | –                          | –                     | –                   |
| 26. Éducation et culture                                            | Aucune difficulté majeure attendue      | –                            | –                          | –                     | –                   |
| 27. Environnement                                                   | Totalement incompatible avec les acquis | –                            | –                          | –                     | –                   |
| 28. Protection des consommateurs et de la santé                     | Efforts plus approfondis nécessaires    | –                            | –                          | –                     | –                   |
| 29. Union douanière                                                 | Aucune difficulté majeure attendue      | –                            | –                          | –                     | –                   |
| 30. Relations extérieures                                           | Aucune difficulté majeure attendue      | –                            | –                          | –                     | –                   |
| 31. Politique étrangère, de sécurité et de défense                  | Aucune difficulté majeure attendue      | –                            | –                          | –                     | –                   |
| 32. Contrôle financier                                              | Efforts considérables nécessaires       | –                            | –                          | –                     | –                   |
| 33. Dispositions financières et budgétaires                         | Aucune difficulté majeure attendue      | –                            | –                          | –                     | –                   |
| 34. Institutions                                                    | Rien à adopter                          | –                            | –                          | –                     | –                   |
| 35. Autres                                                          | Rien à adopter                          | –                            | –                          | –                     | –                   |
| Progression                                                         |                                         | 0 sur 33                     | 0 sur 33                   | 0 sur 33              | 0 sur 33            |